# Ричард Конисбург, 3-й граф Кембридж
Ричард Конисбург (англ. Richard of Conisburgh; около 1376, Замок Конисбро — 5 августа 1415, Саутгемптон, Гэмпшир) — 3-й граф Кембридж с 1414 года, второй сын Эдмунда Лэнгли, 1-го герцога Йорк и Изабеллы Кастильской, дочери Педро I, короля Кастилии.

## Биография
В 1402 году после смерти Эдмунда Лэнгли старший брат Ричарда Эдуард Норвичский, стал вторым герцогом Йоркским.
В мае 1406 года Ричард женился на внучке своей двоюродной сестры Филиппы и её мужа Эдмунда Мортимера Анне Мортимер, дочери наследника английского престола, 4-го графа Марча Роджера Мортимера и Элеоноры Холланд. Анна была сестрой Эдмунда Мортимера, 5-го графа Марча, который, как и его отец, претендовал на английский престол в 1398 и 1399 годах, но после вступления на престол Генриха IV был взят под стражу, где и содержался во время правления Ланкастеров.
Анна Мортимер умерла после рождения своего второго ребёнка Ричарда в 1411 году. Ричард женился во второй раз на Матильде Клиффорд, дочери Томаса де Клиффорда, 6-го барона Клиффорда, и его жены Элизабет де Рос. Матильда была разведена с Джоном де Невиллом, 6-м бароном Латимером из Корби.
В 1414 году Ричард стал графом Кембриджем, так как его брат Эдуард Норвичский передал ему этот титул.
После смерти Генриха IV в 1413 году его сын и преемник Генрих V освободил Эдмунда Мортимера, а титул графа Марч был вновь восстановлен. Но Ричард Конисбург в июле 1415 года вместе с Генри ле Скрупом, 3-м бароном Скрупом из Мешема, и Томасом Греем из Хетона, зятем Ричарда, организовал заговор, обычно называемый Саутгемптонским, целью которого было свергнуть Генриха V и короновать Эдмунда. Эдмунд был вовлечён в заговор, но чувствовал вину перед королём и рассказал ему о заговоре. Король простил Эдмунда, а Ричард Конисбург, Генри Скруп и Томас Грей были приговорены к смерти за государственную измену. Ричард был лишён всех своих титулов и владений, а 5 августа того же года был обезглавлен с другими восставшими в Саутгемптон Грине в Хэмпшире.
Его сын Ричард которому было около четырёх лет, через несколько месяцев после казни отца стал третьим герцогом Йоркским после смерти в битве при Азенкуре брата Ричарда Конисбурга, Эдуарда Норвичского, который не оставил законных наследников.
Эдмунд Мортимер скончался от лихорадки в Ирландии в начале 1425 года, не оставив законных наследников. Ричард Йоркский, единственный сын Ричарда Конисбурга и Анны Мортимер, стал графом Марчем и Ольстером, а около 1450 года выдвинул свои претензии на английский трон, что привело к войне Алой и Белой розы.

## Брак и дети
1-я жена: (с мая 1406, дано разрешение 10 июня 1408) Анна Мортимер (27 декабря 1390 — сентябрь 1411, похоронена Лэнгли, Хартфордшир), дочь Роджера Мортимера, 4-го графа Марча. От этого брака у них было двое детей:
- Изабелла (1409 — 2 октября 1484); 1-й муж с после февраля 1413, аннулировано до 1426 — Томас Грей из Хитона (1402/1404—до 26 июля 1443); 2-й муж с до 25 апреля 1426 — Генри Буршье (около 1409 — 4 апреля 1483), 1-й граф Эссекс
- Ричард Плантагенет (21 сентября 1411 — убит в битве при Уэйкфилде 30 декабря 1460), 3-й герцог Йоркский

2-я жена: Матильда Клиффорд (умерла 26 августа 1446), дочь Томаса Клиффорда, 6-го барона де Клиффорд и Элизабет де Рос, разведённая жена Джона де Невилла, 6-го барона Латимера из Корби. Детей не имели.

## В культуре
- Граф Кембридж является действующим лицом хроники Уильяма Шекспира «Генрих V».
- В фильме «Король» (2019) роль Ричарда исполнил Эдвард Эшли.